# ۲۳ ژانویه (پریش)
۲۳ د آنرو (به اسپانیایی: Parroquia 23 de Enero) یک منطقهٔ مسکونی در ونزوئلا است که در Libertador واقع شده‌است. ۲۳ د آنرو ۸۴٬۶۵۰ نفر جمعیت دارد.

## نگارخانه

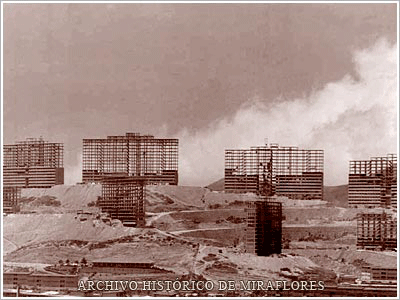
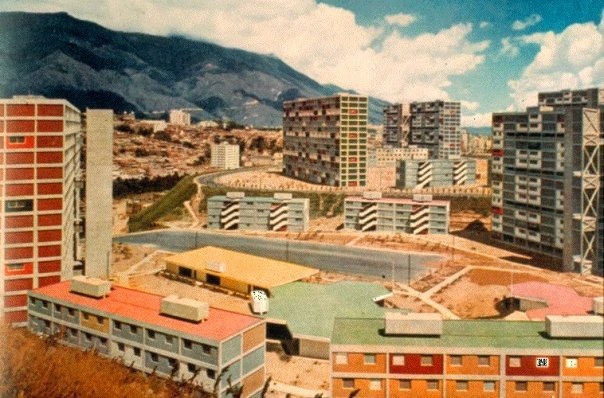
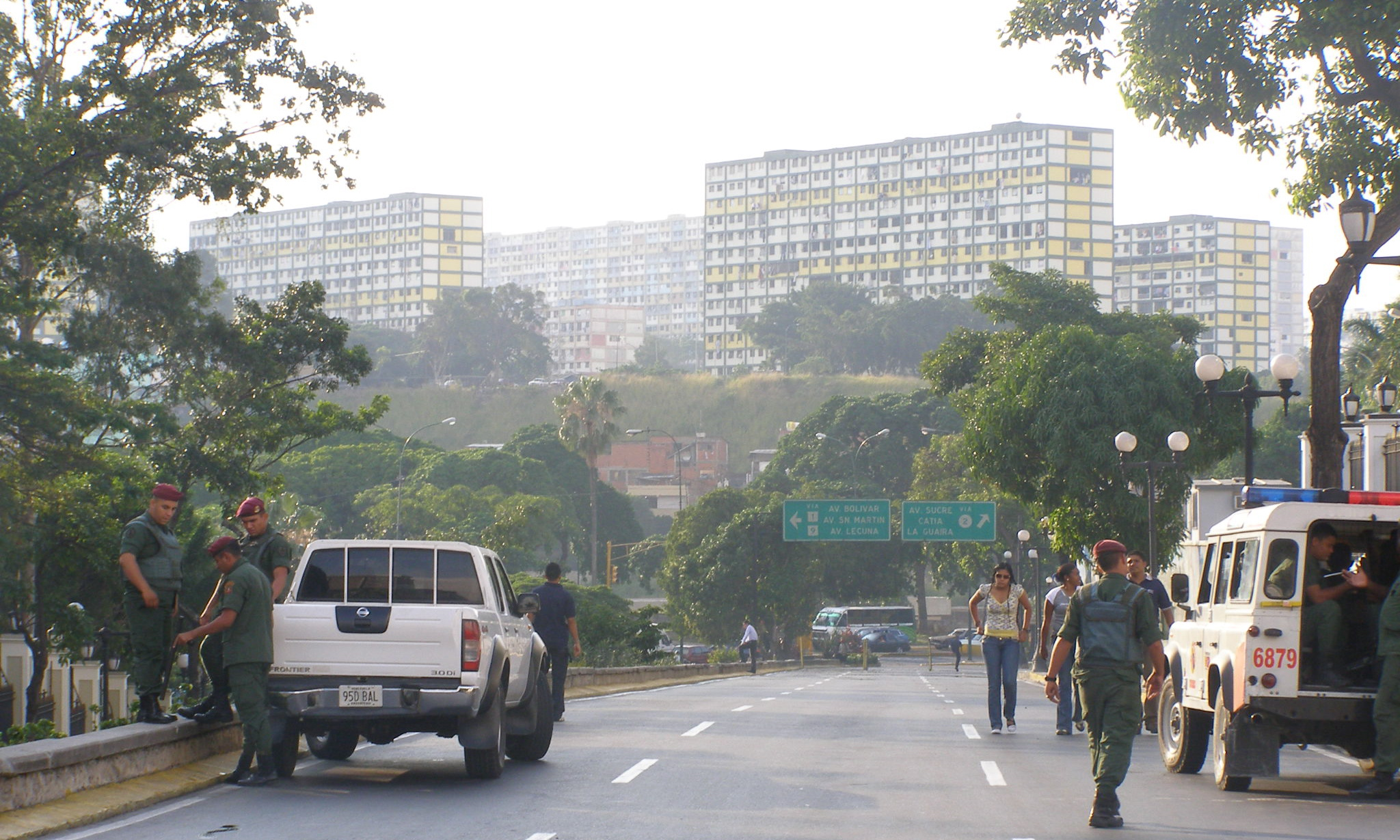
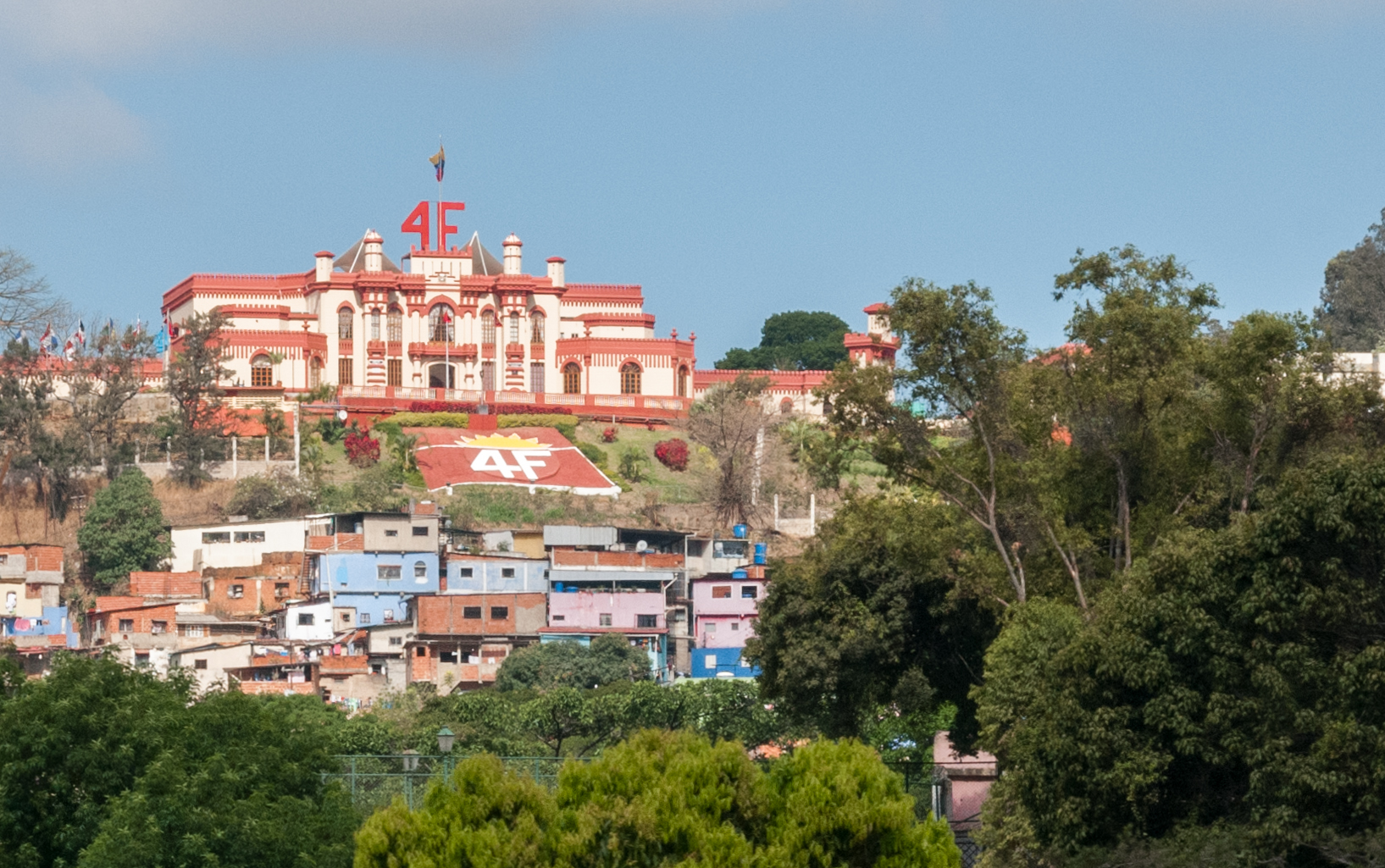